# ترکان خاتون (همسر ملکشاه سلجوقی)
ترکان خاتون (درگذشته حدود سال ۴۸۷ قمری برابر با ۱۰۹۴ میلادی)، ملکه همسر و هم‌نشین، ملکشاه سلجوقی و ملکه مادر و نایب‌السلطنه پسرش محمود یکم بود. ترکان خاتون شاهدختی از سلسله قراخانیان و دختر تمقاچ خان ابراهیم بود. ترکان خاتون قدرتمندترین و با نفوذترین زن در امپراتوری سلجوقی بود.
وی در امور سیاسی و نظامی مملکت دخالت کاملاً مستقیم داشت و همراه با ملکشاه امور سیاسی و اقتصادی و تمام مسائل مملکتی را رتق و فتق می‌کرد و در سلطنت با همسرش شریک بود و نیرومندترین بانوی طول تاریخ سلجوقیان بود. وی در زمان همسرش عملاً زمام امور مملکتی را در دست داشت. بسیاری از مورخان وی را از مهم‌ترین عوامل برکناری و سپس قتل خواجه نظام الملک توسی، وزیر ملکشاه، می‌دانند. وی سپس انتصاب تاج الملک به مقام وزارت نقش اصلی داشت. دلیل این دشمنی خونین با خواجه نظام الملک این بود که وی مخالف ولایتعهدی محمود بود و او را برای این منصب با کفایت و شایسته نمی‌دید.

## ازدواج
آلپ ارسلان شاهنشاه سلجوقی که پدر ملکشاه بود دخترش عایشه‌خاتون را به شمس‌الملک ناصر داد که پسر و جانشین سلطان قراخانی تمقاچ‌خان ابراهیم بود. بعدها در سال ۱۰۶۵ میلاد آلپ ارسلان ترتیب ازدواج پسرش را با ترکان خاتون داد که آن زمان هر دو حدود ۱۲ سال داشتند. این دو صاحب پنج پسر شدند مه داوود، ابو شجاع احمد، محمود زادهٔ ۱۰۸۷ میلادی  و ابوالقاسم که در کودکی فوت کرد. یکی از پسران دیگرشان نیز در کودکی فوت نمود و در شهر ری دفن شد. و یک دختر حاصل این ازدواج بود به اسم ماه‌ملک خاتون، که با خلیفهٔ عباسی المقتدی در سال ۱۰۸۲ میلادی ازدواج کرد.

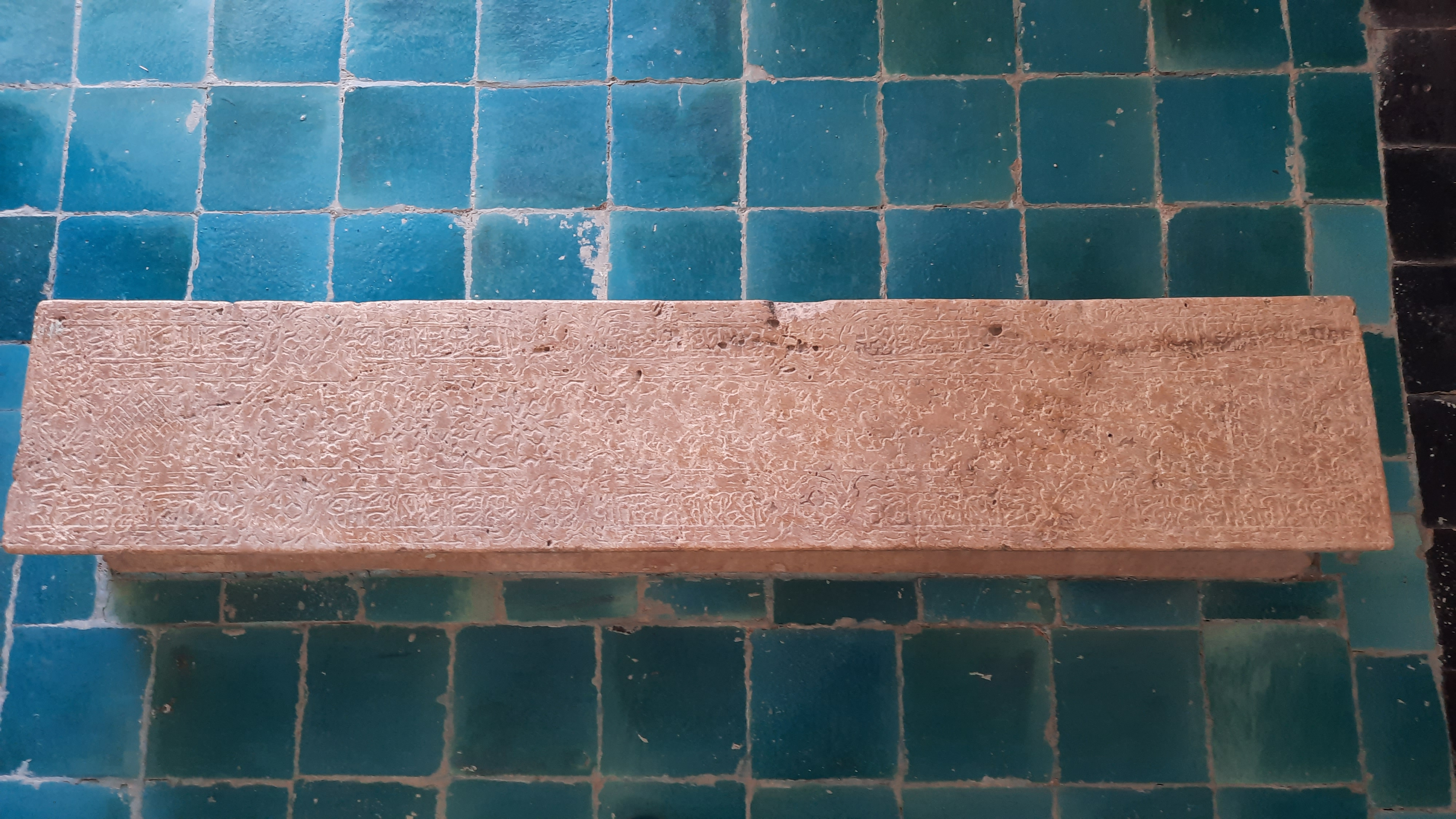
قبر ترکان خاتون، دارالبطیخ، اصفهان

ترکان خاتون بعد از مرگ ملکشاه به خلیفهٔ بغداد قول دستگیری جعفر (پسر خلیفه که در اصفهان دارالخلافه ساخته بود) را داد و برای به سلطنت رساندن پسرش محمود از او سرباز گرفت و به طرف ایران به راه افتاد و در کرمانشاه (قره مسین) نیز به رئیس عشایر آنجا به نام فرخ سلطان نیز قول مال داد و او را برای سرنگونی برکیارق، پسر بزرگ ملکشاه، که در اصفهان به کمک باطنی‌ها به حکومت رسید با خود همراه کرد. وی بعد از بسیج نیروهای خود به اصفهان آمد و چون برکیارق برای جنگ با تتش که عموی او بود از اصفهان خارج شده بود بدون خون‌ریزی شهر اصفهان را به تصرف درآورد و تاج پادشاهی را بر سر پسرش گذاشت. برکیارق بعد از شکست به اصفهان آمد بدون اینکه اطلاع داشته باشد که حکومت او سرنگون شده است. ترکان خاتون او را به اسارت گرفت و چون ترکان خاتون برای ازدواج با فرخ سلطان به وعدهٔ خود عمل نکرد، فرخ سلطان از وی رنجیده شد. ترکان خاتون سپس یک افسر عرب بنام برکت‌القیس که از بغداد آمده بود را به بهانهٔ ازدواج با او تحریک کرد که فرخ سلطان را بکشد. او در نهایت فرخ سلطان را کشت و خود نیز دستگیر و با توطئهٔ ترکان خاتون اعدام شد. ترکان خاتون سپس به تنش، بردار ملکشاه، که حکومت شام، موصل، آذربایجان و همدان را داشت و می‌خواست اصفهان را نیز تصرف کند و پایتخت حکومت خود نماید قول ازدواج داد.